# Kai Bracht
Kai Bracht, né le 27 avril 1978 à Eberbach est un sauteur à ski allemand.

## Biographie
Il est membre du club de ski d'Oberstdorf. Au niveau international, il fait ses débuts internationaux dans la Coupe continentale durant la saison 1994-1995, compétition dans laquelle il gagne trois concours. Son premier fait d'armes est son titre aux Championnats du monde junior 1996 à Asiago, dans la compétition par équipes. Il devient champion d'Allemagne en 1997.
En janvier 2002, il s'élance pour la première fois dans la Coupe du monde à Hakuba. Quelques jours plus tard, il marque ses premiers points à Sapporo (26e), où il est aussi quatrième par équipes.
Il continue sa carrière jusqu'en 2006. Il obtient par la suite un rôle d'entraîneur dans l'équipe d'Allemagne de combiné nordique.

## Palmarès

### Coupe du monde
- Meilleur classement général : 73e en 2003.
- Meilleur résultat individuel : 25e.

#### Classements généraux
| Compet'/Année | Compet'/Année | Classement général | Classement général |
| ------------- | ------------- | ------------------ | ------------------ |
| Compet'/Année | Compet'/Année | Class.             | Points             |
| 2002          | 2002          | 77e                | 5                  |
| 2003          | 2003          | 73e                | 6                  |
| 2005          | 2005          | 82e                | 4                  |

### Championnats du monde junior
- Asiago 1996 :
  -  Médaille d'or à l'épreuve par équipes.

### Coupe continentale
- 2e du classement général en 2003.
- 3 victoires.